# Маргулис, Давид Львович
Давид Львович Маргулис (10 [23] марта 1914, Сквира, Киевская губерния — 15 ноября 1993, Санкт-Петербург) — участник советско-финской и Великой Отечественной войн, полковник, Герой Советского Союза.

## Биография
Родился в еврейской семье. Окончил 7 классов и школы ФЗУ, после чего работал в Ленинграде слесарем на крупном производстве.
В 1932 году призван в Красную Армию. С 1933 года учился во 2-м Ленинградском артиллерийском училище, окончил его в 1936 году.

### Участие всоветско-финской войне
Командовал артиллерийской батареей дальнобойных орудий 28-го артиллерийского полка 123-й стрелковой дивизии (19-й стрелковый корпус, 7-я армия) в звании старшего лейтенанта.
23 декабря 1939 года, в метель при сорокаградусном морозе, открыл беглый огонь батареи прямой наводкой по прорвавшемуся через линию фронта лыжному батальону противника, затем поднял бойцов в атаку. Во время тушения пожара, который угрожал ящикам со снарядами, был ранен, но остался в строю. Вражеский отряд был разгромлен. Указом Президиума Верховного Совета СССР от 15 января 1940 года за проявленные инициативу, смекалку, мужество и отвагу старшему лейтенанту Маргулису Давиду Львовичу присвоено звание Героя Советского Союза с вручением ордена Ленина и медали «Золотая Звезда» (№ 211).

### Участие вВеликой Отечественной войне
В 1941 году вступил в КПСС. Окончив Военную академию имени М. В. Фрунзе, в качестве командира артиллерийского дивизиона участвовал в отражении танковых атак во время обороны Киева, в уничтожении вражеских переправ на Днепре в районе Кременчуга. Был тяжело ранен.
Весной 1942 года назначен командиром 115-го артиллерийского полка. В составе 18-й армии участвовал в обороне Кавказа. За героические действия артиллерийский полк получил звание гвардейского и стал именоваться 108-м Новороссийским полком.
Освобождал Таманский полуостров, Керчь, сражался против танковых дивизий гитлеровцев на Украине, участвовал в разгроме окружённой Корсунь-Шевченковской группировки врага.
С весны 1944 года в звании полковника назначен командиром 47-й отдельной артиллерийской бригады; участвовал в освобождении Литвы, в штурме Кёнигсберга и Пиллау.

### Послевоенный период
В 1947 году окончил Высшие артиллерийские курсы при Артиллерийской академии имени Дзержинского. В сентябре 1949 года был арестован органами МГБ. 25 февраля 1950 года Особым совещанием МГБ СССР полковник Маргулис осужден по статье 58-10ч. 1 УК РСФСР, за антисоветскую агитацию и пропаганду, к 8 годам исправительно-трудовых лагерей. 28 декабря 1950 года был лишен звания Героя Советского Союза и наград.
В январе 1955 года освобожден из мест заключения. Позднее реабилитирован и восстановлен в звании Героя Советского Союза и в правах на награды.
Жил в Санкт-Петербурге. Умер 15 ноября 1993 года. Похоронен на Большеохтинском кладбище Санкт-Петербурга.

## Награды
- Медаль «Золотая Звезда» Героя Советского Союза (15.01.1940; № 211);
- орден Ленина (15.01.1940; № 5275);
- два ордена Красного Знамени (09.04.1943 и 23.04.1943);
- орден Александра Невского (29.04.1945);
- орден Красной Звезды (06.11.1947);
- орден Отечественной войны 1-й степени (06.04.1985);
- медали.